# Ураган в Польше, на Украине и в Беларуси (1997)
Ураган 1997 года в Польше, на Украине и в Беларуси — стихийное бедствие, произошедшее в Польше, на Украине и в Беларуси в понедельник 23 июня 1997 года во второй половине дня (~ с 18:15 до 20:00 по местному времени) и повлекшее за собой значительный материальный ущерб и человеческие жертвы.

## Хронология

### Польша
В понедельник, 23 июня в Люблинском воеводстве была жара выше 30-32 °C. В 15:00 начал формироваться циклон с многоячейковыми грозами, но не было объявлено штормового предупреждения. На западе страны образовался грозовой фронт, который быстро набирал силу. Позже, свидетели говорили об огромной стене дождя, со стороны которой шла стихия. Внезапно, усилился ветер и раздался мощный вихрь, который срывал кровлю с крыш зданий и обрывал с корнями деревья. Когда закончился ураган, жильцы вышли из домов и укрытий и не узнали свой регион. Сильному ветру хватило 15 минут, чтобы сорвать в деревнях и селах большинство крыш домов и различных зданий и уничтожить лес. Во многих местах ураган разрушил почти все.

### Украина
На Волыни стояла жаркая погода свыше 30 °C. С северо-запада пришёл холодный циклон, породивший ураган в Польше, в результате чего столкнулись воздушные массы со значительной разницей температур (23 июня во время стихии был зафиксирован резкий перепад температуры — с 31 °C до 16 °C). Зародившись, таким образом, над западными районами Украины, фронт начал распространяться с большой скоростью в северо-восточном направлении, сопровождаемый мощным шквалом. Скорость ветра местами достигала не менее 32 м/с. Ураган быстро выводил из строя линии связи, поэтому повлиять на ситуацию практически не представлялось возможным.

### Беларусь
Последние 7 минут своего существования ураган провёл на территории Беларуси.

## Аномальность явления
- Для Беларуси нехарактерны ураганы такой силы.
- Стихия имела характер своеобразной «волны» — при общей продолжительности в несколько часов (время, за которое стихия прокатилась от Волыни до Борисова) в каждом конкретном месте мощный ураганный шквал был непродолжительным (порядка нескольких минут), начинался внезапно, и быстро же спадал.
- Необычный характер некоторых последствий, например, в некоторых местах сосновый лес был словно «скошен», а стволы были сломлены примерно на одном уровне[2]. Также, благодаря свидетельству очевидцев («С неба, словно самолёт, спустилась чёрная туча», «…два чёрных вихря соединились в один, прошлись с треском по полю и снова разъединились»), это мог быть не ураган, а самый настоящий смерч (по крайней мере, несколько смерчей).

## Последствия

### Польша
Ураган разрушил практически целый Томашевский уезд и часть Грубешовского уезда. Наибольшие потери понесли город Лащув и гмина Мирче. Было уничтожено около 2000 домов, ещё 3500 частично повреждены. Было уничтожено 8000 гектаров леса, 7 раненых, один погибший. Ущерб был оценён в 50 000 000 злотых.

### Украина
Сформировавшись на северо-западе, ураган причинил масштабные разрушения и убил 9 человек, ещё 92 было госпитализировано. Пострадало 20 районов и 5 городов, повреждено 3500 домов (ещё 200 были полностью разрушены). Также было уничтожено 60 000 гектаров посевов. Ущерб составил 64 000 000 гривен.
Для ликвидации последствий урагана были привлечены силы гражданской обороны, военные части и вооружённые силы Украины [уточнить]

### Беларусь
Несмотря на то, что в отдельно взятых местах стихия длилась всего несколько минут, разрушения были очень значительными. Пострадали 695 населённых пункта, разрушено 376 жилых домов и 208 производственных зданий, повреждено 7200 жилых домов и 1959 производственных зданий. Были сильно повреждены сельскохозяйственные посевы на территории 70 тыс. га, по другим данным — 122759 гектаров посевов. Было повреждено и подлежали уборке лесные насаждения общей площадью 6232 гектара с запасом древесины 730 тыс. м³. Было парализовано движение во многих направлениях — поваленные деревья перегородили автомобильные и железные дороги. Множество населённых пунктов и предприятий было обесточено, во многих местах отсутствовала связь. Было повреждено 15 — 110-киловольтных линий электропередачи и 11 — 35-киловольтных. В сложившейся ситуации страна испытывала нехватку топлива, кабельных линий, строительных материалов (в одном лишь только Ивацевичском районе для восстановления кровли потребовалось порядка 80000 листов шифера). Погибли не менее 5 человек, ранено более 50 (во многих случаях травмы были очень тяжёлые). Сильнее всего пострадали Брестская и Минская области. В Минской области стихией было затронуто 16 районов, в Брестской — 7 районов, а также был затронут Кореличский район Гродненской области. Ураган был назван самым мощным в Беларуси. Общий ущерб был оценён в один триллион белорусских рублей.

#### Брестская область
Наиболее пострадавшими оказались Ивацевичский, Ивановский и Ганцевичский районы.

#### Минская область
Наиболее пострадали Воложинский, Несвижский и Копыльский районы.

## Политическая реакция
Во время урагана президент Беларуси Александр Лукашенко находился в Сочи. В связи с бедствием он сократил свой визит в Россию, но запланированную поездку в Краснодарский край решил не отменять (это послужило основанием для критики со стороны оппозиции). По приезде Александр Лукашенко отправился в наиболее пострадавшие от стихии районы. Для оценки ситуации и определения размеров материальной помощи 25 июня из России прибыла делегация во главе с министром по чрезвычайным ситуациям России Сергеем Шойгу. Свою помощь предложила также самопровозглашенная Приднестровская Молдавская Республика, к ней присоединились Италия, Китай и Кыргызстан.

## Похожие события
- Ураган в Москве (1998) — стихийное бедствие, произошедшее ровно год спустя.
- Ураган в Москве (2017) — стихийное бедствие, произошедшее в Москве и Подмосковье 29 мая 2017 года.
- Смерч в Краснозаводске (2009)